# Chavanat
Chavanat település Franciaországban, Creuse megyében. Lakosainak száma 138 fő (2022. január 1.). Chavanat Banize, Le Monteil-au-Vicomte, La Pouge, Saint-Georges-la-Pouge, Saint-Sulpice-les-Champs és Vidaillat községekkel határos.

## Népesség
A település népességének változása:
| Lakosok száma | 182  | 154  | 144  | 131  | 128  | 138  | 143  | 143  | 141  | 138  |
|               | 1968 | 1982 | 1990 | 2006 | 2013 | 2015 | 2017 | 2019 | 2020 | 2022 |